# (247742) 2003 LJ6
(247742) 2003 LJ6 là một tiểu hành tinh vành đai chính. Nó được phát hiện bởi Robert H. McNaught ở Đài thiên văn Siding Spring ở Coonabarabran, New South Wales, Australia, ngày 8 tháng 6 năm 2003.